# ژارآغاش
ژارآغاش (قزاقی: Жарағаш) یک دریاچه در استان پاولودار کشور قزاقستان است.